# Томин, Михаил Петрович
Михаил Петрович Томин (1883—1967) — русский и советский лихенолог.

## Биография
Михаил Петрович Томин родился 25 июля 1883 года в деревне Шаровичи Калужской губернии. Учился в Московском сельскохозяйственном институте, окончил его в 1912 году. До 1929 года Томин работал в Воронежском сельскохозяйственном институте (сначала лаборантом, затем — ассистентом Б. А. Келлера), после чего переехал в Архангельск, став заведующим кафедрой ботаники Лесотехнического института. В 1931—1934 гг. М. П. Томин — профессор Оренбургского института крупного мясного скотоводства и ветеринарии. В 1937 году Томин получил степень доктора биологических наук. До 1941 года преподавал в Белорусском университете. С 1940 года — член-корреспондент Академии наук Белорусской ССР.
После окончания Великой Отечественной войны Михаил Петрович продолжил работу в Минске, заведовал сектором флоры Ботанического сада АН. В 1956 году Томин был избран академиком АН Белорусской ССР. В 1960—1961 гг. он был заведующим гербария Института биологии.
30 мая 1967 года Михаил Петрович Томин скончался.

## Некоторые научные работы
- Томин М. П. Новые виды лишайников, найденные в окрестностях Баскунчакского озера Астраханской г. // Природа и сел. хоз-во засушливо-пустынных обл. СССР. — 1927. — № 1—2. — С. 3—8.

- Томин М. П. Определитель лишайников солонцеватых почв в полупустынной области юго-востока СССР // 25 лет педагогической и общественной работы академика Б. А. Келлера (1902—1927). Воронеж: Коммуна. — 1931. — С. 3—10.
- Томин М. П. Определитель кустистых и листоватых лишайников СССР. — Минск: АН БССР, 1937. — 312 с.
- Томин М. П. Определитель корковых лишайников европейской части СССР (кроме Крайнего Севера и Крыма). — Минск: АН БССР, 1956. — 533 с.
- Комарницкий Н. А., Томин М. П., Красильников Н. А. Лишайники, бактерии и актиномицеты. — М., 1960. — 293 с. — (Определитель низших растений, т. 5).
- Определитель растений Белоруссии / под общей ред. Б. К. Шишкина, М. П. Томина и М. Н. Гончарика. — Минск, 1967. — 871 с.

## Некоторые виды лишайников, названные в честь М. П. Томина
- Acarospora tominiana H.Magn., 1929
- Placodium tominii Savicz, 1930 [≡ Caloplaca tominii (Savicz) Ahlner, 1949]
- Parmelia tominii Oxner, 1933 [≡ Melanelia tominii (Oxner) Essl., 1992]
- Rinodina tominii H.Mayrhofer, 1984